# Deuterosminthurus
Deuterosminthurus é um género de colêmbolos pertencentes à família Bourletiellidae.
As espécies deste género podem ser encontradas na Europa e na América do Norte.

## Espécies
Espécies (lista incompleta):
- Deuterosminthurus bicinctus (Koch, 1840)
- Deuterosminthurus bisetosus Baquero, Moraza & Jordana, 2003
- Deuterosminthurus caeruleacaudus (Scott, 1965)